# Pica serica
Espèce
Pica serica est une espèce de pie de la famille des Corvidae.

## Description
Comparée à la pie bavarde, cette espèce est un peu plus trapue, avec une queue proportionnellement plus courte et des ailes plus longues. Le dos, la queue et surtout les rémiges présentent de fortes iridescences bleu violacé avec peu ou pas de nuances vertes. Ce sont les plus grandes pies. Leur plumage du croupion est principalement noir, avec seulement quelques traces, souvent cachées, de la bande blanche reliant les taches blanches des épaules chez leurs cousines. La pie bavarde orientale a le même cri que la pie bavarde, quoique beaucoup plus doux.

## Taxonomie
Le nom valide complet (avec auteur) de ce taxon est Pica serica Gould, 1845. 
Selon la dernière version du Congrès ornithologique international, Pica serica n'est plus considéré comme une sous-espèce de Pica pica mais comme une espèce à part entière. Une étude de 2003 comparant des séquences d'ADN mitochondrial de 813 pb a conduit à la distinction entre la pie orientale et la pie eurasienne. Son isolement reproductif est plus long que celui de la pie à bec jaune (P. nuttalli) d'Amérique du Nord. Les sous-espèces proposées incluent P. p. jankowskii et P. p. japonica
.